# Casa Musolas
Casa Musolas és un edifici d'habitatges del municipi de Tarragona protegit com a bé cultural d'interès local. L'interès de la construcció rau en la decoració de la façana, en la disposició acadèmica dels balcons, en els elements decoratius i la disposició harmònica amb la resta d'alçats de la Rambla Nova.

## Descripció
Edifici de cinc plantes, modernista, que xa xamfrà entre la Rambla Nova i el carrer Cañellas. En una de les cantonades sobresurt una tribuna amb vidres tota ella que té arcs i columnes molt estilitzades i que abraça el segon i tercer pis.
Amb l'ornamentació de la façana i la mida que es dona als buits, es fan paleses les diferents actuacions arquitectòniques.
Destaca l'ús de les columnes de ferro forjat, ja que el propietari tenia una foneria. Els baixos són de pedra escairada.
L'acabament de l'edifici ve també donat per una cornisa sense cap mena de decoració.

## Història
El primer projecte és del 1914, any en què es començà a construir l'edifici.
Els anys 1946-1947 es fa una reforma de la façana i l'ampliació de la casa, propietat de Carme Martí, Vda. De Musolas. Es puja un pis. El projecte de reforma és de Josep Mª Monravà i López.
Va ser conegut durant molt temps com a casa Casanovas, ja que hi vivia el metge del mateix nom.